# Cementerio de Turku
El Cementerio de Turku (en finés: Turun hautausmaa, en sueco: Begravningsplatsen i Åbo) es un cementerio inaugurado en 1807 y situado en Vasaramäki en las afueras y al sureste de la ciudad de Turku, en Finlandia.
El diseño del cementerio fue elaborado por el arquitecto Charles Bassi. En el cementerio hay dos complejos de capillas. La Capilla de la Resurrección o Ylösnousemuskappeli / Uppståndelsekapellet fue terminada en 1941 por el arquitecto Erik Bryggman. La capilla Helga Korsets y un crematorio se inauguraron en 1967 con el diseño del arquitecto Pekka Pitkänen. 